# نويكالن
نويكالن (بالألمانية: Neukalen) هي بلدة ألمانية تقع في ألمانيا في مكلنبورغ فوربومرن. يقدر عدد سكانها بـ 2,140 نسمة .